# Robert Hamerling
Robert Hamerling (Kirchberg am Walde, 24 marzo 1830 – Graz, 13 luglio 1889) è stato un poeta e scrittore austriaco.
Figlio di un povero sarto di Kirchberg am Walde nella Bassa Austria frequentò, grazie al sostegno di alcuni mecenati, il Schottengymnasium di Vienna.
Nel 1848 nella capitale austriaca, dove aveva iniziato gli studi di filosofia, storia e medicina, si unì ai gruppi rivoluzionari universitari che chiedevano un governo più liberale e la cacciata di Metternich dalla Cancelleria imperiale, dando vita a una rivolta che causò la fuga dell'Imperatore Ferdinando I d'Austria e della famiglia reale austriaca a Innsbruck. Nel 1849 partecipò alla difesa della città messa sotto assedio dal Feldmaresciallo Alfred von Windisch-Graetz che al comando dell'esercito imperiale mise fine alla rivolta costringendo Hamerling a nascondersi per evitare la cattura.
Nel 1852 per un breve periodo insegnò lingue e letteratura classica a Vienna per poi trasferirsi a Trieste dove dal 1855 al 1866 divenne insegnante nell' i. r. Ginnasio di Stato (con lingua d'insegnamento tedesca). Nel periodo che visse a Trieste, Hamerling scrisse "Venus im Exil" (1858) e "Ein Schwanenlied der Romantik" (1862). Nel 1866 per problemi di salute si ritirò a Graz dove diede inizio al suo periodo artistico più proficuo fino alla sua morte avvenuta nel 1889 all'età di 59 anni.

## Opere
- Venus im Exil (1858)
- Ein Schwanenlied der Romantik (1862)
- Ahasver in Rom (1866) la sua opera più famosa dove il protagonista è l'imperatore Nerone.
- Der König von Sion (1869)
- Danton und Robespierre (1870)
- Die sieben Todsünden (1872)
- Aspasia (1876)
- Amor una Psyche (1882)
- Blätter im Winde (1887)
- Homunculus (1888)